# Імпульсне реле

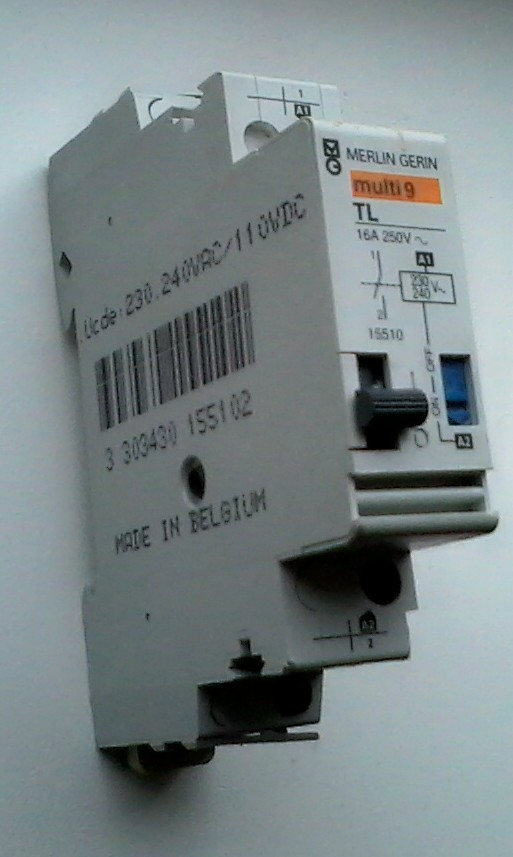
Імпульсне однополюсне реле на 16 ампер

Імпульсні реле (ІР) придатні для віддаленого імпульсного вмикання та вимикання електричних кіл.
Особливо доречними вони можуть бути для керування освітленням великої зали за допомогою кнопок з декількох місць, або на сходах чи довгих проходах (коридорах). Використання цих реле, може  дозволити заощадити велику кількість матеріалів, зменшити експлуатаційні витрати, знизити споживання електроенергії (людина яка зайшла до великої зали або коридору, може натиснути найближчу кнопку — світло увімкнеться, пройшла залу чи коридор, натиснула іншу кнопку — світло вимкнеться). Кнопки можуть приєднуватися до імпульсного реле найтоншим дротом, адже струм, який протікає по ньому, дуже незначний (живить лише котушку реле). Конструктивно такі реле схожі з модульними контакторами (котушка, пружинна система важелів, контакти), але котушка увімкненого контактора постійно перебуває під напругою, а котушка імпульсного реле — лише під час імпульсу, тобто електроенергію у сталому стані вона не споживає. Такі реле ще називають бістабільними, адже вони мають два сталі становища — кожен наступний імпульс міняє положення контактів (увімкнено-вимкнено). Основна перевага ІР, як зазначають, у тому, що за допомогою кіл керування малої потужності, можна вмикати та вимикати лінії з великим струмом. Імпульсним реле також, можна керувати за допомогою перемикача на його передній панелі (там же розташовано механічний покажчик спрацьовування реле). Напруга живлення кіл керування: 12-240 вольт змінного струму, або 6-110 вольт постійного. Потужність силових контактів — 16 ампер, cosφ = 0,6; потужність імпульсу — 19 ВА; витривалість контактів, може досягати 400 000 циклів (увімкнено/вимкнено, під навантаженням); рівень звуку від увімкненого реле, менше 60 децибел (на відстані до 1 метра). Імпульсне реле може встановлюватися у модульний електрощит на 35 міліметрову рейку.